# Xã Norphlet, Quận Union, Arkansas
Xã Norphlet (tiếng Anh: Norphlet Township) là một xã thuộc quận Union, tiểu bang Arkansas, Hoa Kỳ. Năm 2010, dân số của xã này là 1.800 người.